# The Nobodies
The Nobodies — третий и последний сингл и десятый трек из четвёртого альбома Holy Wood (In the Shadow of the Valley of Death). Песня была написана о перестрелке в школе Колумбайн, которая произошла 20 апреля 1999 года. Кроме того, название было взято из заявлений, сделанных Марком Дэвидом Чепменом, убийцей Джона Леннона, который заявил, что он «чувствовал себя, как никто». Уже 10 февраля 2001 года Мэнсон указал на то, что композиции будут выбирать как третий сингл с альбома. Сингл The Nobodies был выпущен в физическом формате 3 сентября 2001 года в Великобритании и 6 октября 2001 года в США. Ремикс на песню появился позже в 2001 году в художественном фильме «Из ада». Также существует акустическая версия песни, исполненная Мэрилином Мэнсоном и Джоном 5.

## Связь с массовым убийством в школе «Колумбайн»
Текст песни отсылает к Эрику Харрису и Дилану Клиболду, которые устроили перестрелку в школе «Колумбайн». Мэнсон резко критикует ответ общественности на убийства в следующих строчках:
```
   Some children died the other day,          Накануне 
умерло несколько детей

   We fed machines and then we prayed,        
Мы подкармливали медиа-машины и молились

   Puked up and down in morbid faith,         
Нас стошнило и мы погрязли в болезненной вере

   You should have seen the ratings that day. 
Видели бы вы, как взлетели телерейтинги в тот день
```

После стрельбы, произошедшей в школе, медиа в значительной степени сообщали о том, что прослушивание музыки «Marilyn Manson» было одним из факторов, который спровоцировал юношей на убийства, хотя на самом деле ни Харрис, ни Клиболд не являлись фанатами группы.
Мэрилин в этих строках критикует общественную тенденцию к тому, чтобы просто наблюдать за развивающейся ситуацией по новостям и молиться, вместо того, чтобы предложить какие-либо пути решения проблемы.
В фильме Майкла Мура «Боулинг для Колумбины» также представлено интервью о перестрелке с самим Мэнсоном. Когда Мур спросил Мэнсона, что бы тот сказал детям и людям из Колумбайн, Мэнсон ответил на это: «Я бы не сказал им ни слова. Я бы выслушал, что им самим нужно было бы сказать, чего не сделал никто». Также в фильме звучит акустическая версия песни, которую на этот раз исполнил Kurt Engfehr, во время просмотра видеокамер слежения и вызовов в службы экстренной помощи.

## Oписание действий в клипе
В клипе, снятом на песню, присутствует множество высокотеатральных и символических изложений, которые тесно переплетаются с текстом песни. Видео в первую очередь обращается к теме контроля общественности (в частности детей) со стороны коммерческой теократии. В клипе двое незрелых детей, одетых в лохмотья, изображены в условиях угнетения в холодной грязной комнате двумя персонажами, одетыми в белые и тщательно продуманные костюмы, которые символизируют духовных наставников или людей, причастных к религии. Эта часть клипа изображена в холодных тонах, в которых доминируют серый, чёрный и синий цвета. Затем дети убегают по туннелям, минуя сторожевых псов, но позже в большом зале их встречает уже сам Мэнсон. Цветовая гамма зала и костюма Мэнсона исполнена в коричневом, красном и малиновом цветах — значительно более тёплых, чем цвета в тюрьме, устроенной церковниками. Мэнсон, облачённый в костюм, напоминающий одеяние ведьмы или колдуна, принимает детей и укутывает их в свою мантию. После этого он встречается лицом к лицу с охранниками детей: он бросает им деньги, которые те собирают с земли, ползая на четвереньках, а затем они становятся перед ним на колени и целуют кольцо у него на руке. Мэнсон также показан лицом к лицу со сторожевыми псами, щёлкающими пастью и лающими ему прямо в лицо: эта сцена предположительно символизирует его стремление заградить собой детей и защитить их. Вместе с тем интересно, что в клипе Мэнсон также появляется в роли лесного демона, корчащегося от боли в снегу и грязи и изображённого, как ни странно, в холодных тонах. Сама группа появляется только в этих фрагментах «в виде декораций».
По завершении клипа дети уже изображены чистыми и не одетыми в лохмотья. Обрывки одежд тех духовных лиц, что прошли по конвейеру в мясорубку, оказываются замешаны в некие пироги, основной «начинкой» которых предположительно стали сами церковники. Дети и Мэнсон садятся за стол и вместе приступают к поеданию пирога, как на празднике.
В клипе часто используются такие приёмы, как «встряхивание» камеры, съёмки с разных ракурсов, а также быстрая смена кадров.

## Список композиций
1. «The Nobodies» (Album Version)
2. «The Nobodies» (Live Version)
3. «The Death Song» (With Bible Speech, Live in Colorado)
4. «The Nobodies» (клип)

## 2005 Against All Gods Mix
«The Nobodies: Against All Gods Mix» — второй сингл с альбома-компиляции «Lest We Forget: The Best Of», вышедшего в 2005 году. Эта версия немного отличается от оригинальной версии. Впрочем, на самом «Lest We Forget: The Best Of» присутствует только оригинальная версия, вошедшая в альбом «Holy Wood (In the Shadow of the Valley of Death)».

## Список композиций

### Британский релиз
1. «The Nobodies» [2005 Against All Gods Mix] — 3:37
2. «The Nobodies» [Burn 36 Mix] — 5:38
3. «The Nobodies» [Stephane K Rock Dub Mix] — 4:45
4. клип на ремикс «The Nobodies: 2005 Against All Gods Mix»

### Ограниченный корейский релиз
1. «The Nobodies: 2005 Against All Gods Mix» - 3:37
2. «The Nobodies» (Burn 36 Mix (German Mix) — 5:41
3. «The Nobodies» (Stephane K Rock Dub Mix) — 4:45
4. «Personal Jesus» (Rude Photo Motor Remix) — 5:55
5. «mOBSCENE» (MEA Culpa Mix by Bitteren Ende) — 4:41
6. «New *hit Invective» (Orbiter Lictum Mix by Bitteren Ende) — 4:29
7. «This is the New *hit» (Sergio Galoyan Mix) — 4:33
8. «The Not So Beautiful People» (с бонус-диска к японскому релизу) — 6:15
9. «The Fight Song» (Slipknot Remix) (с бонус-диска к японскому релизу) — 3:51
10. «The Tourniquet Prosthetic Dance Mix»  — 4:10
11. клипы «Personal Jesus» и «The Nobodies: 2005 Against All Gods Mix»

## Чарты
| Чарт (2001)            | Позиция |
| ---------------------- | ------- |
| UK Singles Chart       | 34      |
| Italian Singles Charts | 17      |
| French Singles Chart   | 94      |
| Austrian Singles Chart | 56      |
| German Singles Chart   | 65      |
| Spanish Singles Chart  | 8       |